# Ситников, Вениамин Иванович
Вениами́н Ива́нович Си́тников (14 октября 1926 — 11 апреля 1999) — участник Великой Отечественной войны, старший радист — заряжающий танка 108-й танковой бригады (9-го танкового корпуса, 1-го Белорусского фронта), Герой Советского Союза (1945), старшина.

## Биография
Родился 14 октября 1926 года в селе Бородиновка Оренбургской губернии (ныне — Варненский район Челябинской области) в крестьянской семье. По национальности русский.
Член КПСС с 1952 года. Образование 7 классов. До призыва в ноябре 1943 года в Красную Армию работал в колхозе.
В действующей армии с ноября 1944 года. 29 января 1945 года комсомолец старшина В. И. Ситников в составе передового отряда танковой бригады переправился через реку Одер в районе населённого пункта Одерек (ныне — Цигацице), расположенного южнее польского города Сулехув. Отряд захватил выгодный в тактическом плане рубеж и в течение девяти суток отражал контратаки противника удержав завоёванный плацдарм.
Указом Президиума Верховного Совета СССР от 24 марта 1945 года за образцовое выполнение боевых заданий командования на фронте борьбы с немецко-фашистскими захватчиками и проявленные при этом мужество и героизм старшине Ситникову Вениамину Ивановичу присвоено звание Героя Советского Союза с вручением ордена Ленина и медали «Золотая Звезда» (№ 7447).
В 1945 году Ситников демобилизован. В 1956 году окончил Киевский электромеханический техникум. По окончании — электромеханик в Карталинском отделении Южно-Уральской железной дороги.
Жил в городе Карталы Челябинской области.
Умер 11 апреля 1999 года. Похоронен в городе Карталы.

## Награды
- Медаль «Золотая Звезда» Героя Советского Союза (24.03.1945 № 7447);
- орден Ленина (24.03.1945);
- орден Отечественной войны I степени (11.03.1985);
- орден Красной Звезды;
- медали;
- знак «Почётный железнодорожник».

## Память
- Первым удостоен звания «Почётный гражданин города Карталы и Карталинского района» (16.04.1971).
- На доме, где жил Герой, установлена мемориальная доска.